# Glynnis O'Connor
Glynnis O'Connor (New York, 19 novembre 1956) è un'attrice statunitense.

## Biografia
È nota soprattutto per il ruolo da protagonista nel film Jeremy del 1973 e per il ruolo di Anne Paulsen nella serie televisiva Law & Order. Vinse un Genie Award nel 1982 per il suo ruolo da protagonista in Non arrendersi mai. Glynnis è la figlia dell'attrice Lenka Peterson e del produttore cinematografico Daniel O'Connor.

## Filmografia
- Jeremy, regia di Arthur Barron (1973)
- Insight – serie TV, 2 episodi (1974-1977)
- Parenti e tanti guai (Sons and Daughters) – serie TV, 10 episodi  (1974)
- Love Is Not Forever, regia di Lou Antonio – film TV (1974)
- A tutte le auto della polizia (The Rookies) – serie TV, 1 episodio (1975)
- Someone I Touched, regia di Lou Antonio – film TV (1975)
- All Together Now, regia di Randal Kleiser – film TV (1975)
- The Boy in the Plastic Bubble, regia di Randal Kleiser – film TV (1976)
- Ode a Billy Joe, regia di Max Baer Jr. (1976)
- Baby Blue Marine, regia di John D. Hancock (1976)
- Harry O – serie TV, 1 episodio  (1976)
- Rosetti and Ryan – serie TV, 1 episodio (1977)
- Our Town, regia di George Schaefer – film TV (1977)
- L'uomo di Santa Cruz (Kid Vengeance), regia di Joseph Manduke (1977)
- Getting It Over with – cortometraggio  (1978)
- Little Mo, regia di Daniel Haller – film TV (1978)
- Black Beauty – miniserie TV (1978)
- California Dreaming, regia di John D. Hancock (1979)
- Una storia del West (The Chisholms) – miniserie TV (1979)
- My Kidnapper, My Love, regia di Sam Wanamaker – film TV (1980)
- Those Lips, Those Eyes, regia di Michael Pressman (1980)
- The White Lions, regia di Mel Stuart (1981)
- Non arrendersi mai (Melanie), regia di Rex Bromfield (1982)
- Fuga nella notte (Night Crossing), regia di Delbert Mann (1982)
- The Fighter, regia di David Lowell Rich – film TV (1983)
- Pericolosamente Johnny (Johnny Dangerously), regia di Amy Heckerling (1984)
- Una luce nel buio (Love Leads the Way: A True Story), regia di Delbert Mann – film TV (1984)
- Why Me?, regia di Fielder Cook – film TV (1984)
- La legge del padre (Sins of the Father), regia di Peter Werner – film TV (1985)
- Ai confini della realtà (The Twilight Zone) – serie TV, episodio 2x05 (1986)
- The Deliberate Stranger, regia di Marvin J. Chomsky – film TV (1986)
- A Conspiracy of Love, regia di Noel Black – film TV (1987)
- La mondana e lo stallone (Too Good to Be True), regia di Christian I. Nyby II – film TV (1988)
- To Heal a Nation, regia di Michael Pressman – film TV (1988)
- Police Story: Cop Killer, regia di Larry Shaw – film TV (1988)
- Kojak: Flowers for Matty, regia di Paul Krasny – film TV (1990)
- Ragionevoli dubbi (Reasonable Doubts) – serie TV, 4 episodi (1992-1993)
- Nightmare in the Daylight, regia di Lou Antonio – film TV (1992)
- Così gira il mondo (As the World Turns) – serie TV, 1 episodio (1993-1994)
- Past the Bleachers, regia di Michael Switzer – film TV (1995)
- Death in Small Doses, regia di Sondra Locke – film TV (1995)
- Un'estate di paura (Summer of Fear), regia di Mike Robe – film TV (1996)
- Ellen Foster, regia di John Erman – film TV (1997)
- Law & Order - I due volti della giustizia (Law & Order) – serie TV, 1 episodio (1998-2004)
- Saint Maybe, regia di Michael Pressman – film TV (1998)
- Young Americans – serie TV, 1 episodio (2000)
- Vizi mortali (New Best Friend), regia di Zoe Clarke-Williams (2002)
- Law & Order: Special Victims Unit – serie TV, 5 episodi (2003)
- Criminal Intent – serie TV, 1 episodio (2006)
- Graduation, regia di Michael Mayer (2007)